# Affrontement d'Irapuato
Batailles
L'affrontement d'Irapuato est un affrontement armé ayant eu lieu le 17 décembre 2019, dans les alentours d'Irapuato (Mexique) et faisant huit morts.

## Déroulé
Dans la matinée du 17 décembre 2019 des éléments de la Garde nationale effectue une opération de surveillance dans la communauté Venado de Yóstiro d'Irapuato, près de l'autoroute reliant Irapuato à Abasalo. Les membres de la Garde nationale sont alors attaqués par des hommes armés situés dans une maison. Ils se défendent et tuent plusieurs assaillants.
« Los elementos de la Guardia Nacional hicieron frente a un grupo armado y se les pidió apoyo porque había el reporte de dos personas plagiadas en el lugar donde fue el enfrentamiento. »
— Diego Sinhué Rodríguez Vallejo (Gouverneur de Guanajuato)
        
« Des éléments de la Garde nationale ont fait face à un groupe armé et on leur a demandé de l'aide car on a signalé que deux personnes avaient été kidnappées sur le lieu de l'affrontement. »
Quatre corps sans vie (trois hommes et une femme) sont retrouvées dans la maison. Trois autres hommes armés ont été tués à l'extérieur du bâtiment. Des armes, des munitions, des gilets tactiques et de la drogue sont aussi trouvés dans la maison. De plus, trois véhicules mis à disposition par le Ministère public sont saisis.
Le même jour, 1100 membres de la Garde nationale arrivent en renfort dans la région, dans un climat tendu, après plusieurs attaques armées et découvertes de cadavres. Guanajuato est alors l'Etat mexicain le plus violent de 2019,.